# プリーティ・ジンタ
プリーティ・ジンタ（ヒンディー語: प्रीति ज़िंटा（発音）[ˈpriːt̪i ˈzɪɳʈa]、英語: Preity Zinta、1975年1月31日 - ）は、インドの映画女優。主にヒンディー語（ボリウッド）の映画に数多く出演するほか、テルグ語、パンジャーブ語、英語などの作品にも出演している。数々の出演作において多彩な役柄を演じ、ヒンディー映画のヒロインのイメージを変えたと言われている。
犯罪心理学専攻で大学院を卒業した後、1998年に『ディル・セ 心から Dil Se...』でデビューし、同年『ソルジャー』（w:Soldier (1998 film)）にも出演。これらの作品での演技が認められ、「フィルムフェア賞」の最優秀新人女優部門（w:Filmfare Best Female Debut Award）を受賞した。その後、『Kya Kehna』（2000年）、『Chori Chori Chupke Chupke』（2001年）、『Dil Chahta Hai』（2001年）、『Dil Hai Tumhaara』（2002年）、『Armaan』（2003年）といった出演作で高い評価を受けた後、『たとえ明日が来なくても Kal Ho Naa Ho』（2003年）での演技でフィルムフェア賞の主演女優賞を受賞。その後主演したSF映画『君を探してた Koi... Mil Gaya』（2003年）および恋愛映画『ヴィールとザーラ Veer-Zaara』（2004年）は、インドで2年連続して年間興行収入トップを記録した。『Salaam Namaste』（2005年）と『さよならは言わないで Kabhi Alvida Naa Kehna』（2006年）では自立した現代的なインド女性を演じ、海外市場でもトップの興行収入を記録して注目を集めた。初の海外映画出演となったカナダの『Heaven on Earth』（2008年）では、シカゴ国際映画祭におけるシルバー・ヒューゴ賞の主演女優賞を受賞し、ジニー賞の主演女優賞にもノミネートされた。その後、自主制作のカムバック作品『Ishkq in Paris』（2013年）を除いて、数年間女優業を休止した。
映画女優に加え、社会活動家、テレビ司会者、ステージパフォーマー、起業家という顔も持つ。2004年から2005年にかけて、BBCニュース・オンライン南アジア版にコラムを連載した。制作会社PZNZ Mediaの創設者であり、2008年からインド・プレミアリーグのクリケットチームキングス・イレブン・パンジャーブの共同オーナー、2017年からは南アフリカのトゥエンティ20グローバルリーグのクリケットチーム「Stellenbosch Kings」のオーナーも務めている。 

## 幼少期とバックグラウンド
プリーティ・ジンタは、1975年1月31日、ヒマーチャル・プラデーシュ州シムラーのラージプートの家に生まれた。父ドゥルガーナンダ・ジンタ（Durganand Zinta）はインド陸軍の将校だったが、彼女が13歳のときに交通事故で亡くなった。母のニルプラバも事故に巻き込まれて重傷を負い、2年間寝たきりになった。この事故と父親の死が人生の大きなターニングポイントとなった、この出来事によって急速に成長する必要に迫られた、とジンタは語っている。ジンタには、1歳上のディーパーンカーと1歳下のマニッシュという2人の兄弟がいる。ディーパンカーはインド陸軍の士官で、マニッシュはカリフォルニアに住んでいる。
子供の頃はおてんば娘だったと語るジンタは、父の軍人としての経歴が、家庭生活のあり方について強い影響を与えたと強調する。父は子供たちに規律と時間を厳守することの重要性を教え込んだ。シムラーのコンベント・オブ・ジーザス・アンド・メアリーというボーディングスクールで学んだジンタは学内で孤独だったことを告白しているが、その孤独を補って余りある「……完璧な友人たち」に出会えたとも語っている。学生時代には文学、特にウィリアム・シェイクスピアの作品や、詩を愛するようになった。学業を楽しみ、成績は良く、自由時間にはスポーツ、特にバスケットボールをしていたという。
卒業後ジンタは、シムラ―のセント・ビーズ・カレッジに入学した。英語の優等学位を取得して卒業した後、心理学の大学院課程に進学、犯罪心理学の大学院の学位を取得したが、その後モデルの仕事を始めた。ジンタが初めて出演したテレビコマーシャルは、「Perk」チョコレートのCMだった。1996年に友人の誕生日パーティーで偶然出会ったそのCMの監督が即座にオーディションを受けるようジンタを説得し、選出されることになった。その後ジンタは石鹸「Liril」のCMをはじめ、他のカタログや広告に登場するようになる。

## 女優としてのキャリア

### デビューから初期（1998–1999）
1997年、ジンタは友人の付き添いで訪れたムンバイのオーディションでシェーカル・カプールと会い、君もオーディションを受けてみないかと尋ねられた。ジンタのオーディションを見たカプールは、女優になることを強く勧めた。当初はカプール監督の『Tara Rum Pum Pum』でリティク・ローシャンと共演してスクリーンデビューする予定だったが、この撮影はキャンセルされた。ジンタはその時のことを「私は運命の力を感じ始めた。女優になるつもりはなかった」と振り返っている。その後、カプールは彼女をマニラトナム監督の『ディル・セ 心から Dil Se...』（1998年）に推薦した。この作品は、ニューデリーのテロリスト集団を題材にしたロマンティック・スリラーである。ジンタは、映画業界に入った際に友人たちから、例によって「白いサリーを着て、雨の中で踊る」のだろうとからかわれ、それがきっかけでいろいろな役を演じたいと思うようになったと回想している。
ジンタはクンダン・シャーの『Kya Kehna』の撮影を開始したが、公開は2000年まで延期された。もう一本の映画、『Soldier』（1998年）も遅れたことで、ジンタのデビュー作はシャー・ルク・カーン、マニーシャ・コイララと共演した前述の『ディル・セ 心から』になった。デリーの中流階級の女性で、シャー・ルクの婚約者であるプリーティ・ネイヤー役として出演したこの映画で、ジンタの役は20分しか映らなかったため、新人としては異例のデビュー作と言われた。しかし結果的にはその役柄、特に率直なキャラクターが注目されることになった。シャー・ルクに「あなたは処女？」と尋ねるシーンは有名になった。この作品でジンタはフィルムフェア賞の助演女優賞にもノミネートされる。『ボンベイ・トーキーズ Bombay Talkies』のハリド・モハメドは、「たとえほんの少ししか尺が与えられていないとしても、自信と気迫を放っている」と評した。この映画はインド国内では幅広い観客を惹きつけることはできなかったが、イギリスではヒンディー語の映画として初めて興行収入チャートのトップ10に入った。ジンタの1998年の2作目は、アッバス＝ムスタンが監督したアクション・ドラマ映画『Soldier』で、これはこの年最大のヒット作のひとつとなった。『ディル・セ 心から』と『Soldier』での演技が評価され、1999年フィルムフェア賞の新人女優賞を受賞した。
次にジンタは2本のテルグ語映画に出演する。ヴェンカテーシュ・ダッグバーティと共演した『Premante Idera』（1998年）、マヘーシュ・バーブと共演した『Raja Kumarudu』（1999年）である。続いて、タヌジャ・チャンドラ監督、マヘーシュ・バット脚本のスリラー映画『犯罪小説 Sangharsh』で、アクシャイ・クマールとともに主役を務めた。ジンタは、捕らえられた殺人者（クマール）と恋に落ちるCBI（インド中央捜査局）の捜査官リート・オベロイ役を演じた。『ディル・セ 心から』でのジンタの演技に感銘を受けていたチャンドラは、何人もの主演級女優に断られていたこの役をジンタに打診し、一方のジンタは自分の役の幅を広げる機会と捉えた。同作は興行的には成功しなかったが、ジンタの演技には批評家から好意的なコメントが寄せられた。映画公開時に『ザ・トリビューン』紙が掲載した記事は、ジンタの演技を「強烈な映画」における「素晴らしい演技」と評し、さらにそれまでのジンタのキャリアを以下のようにまとめている。「プリ―ティ・ジンタは『Dil Se...』のカメオ出演で観客を驚かせ、『Soldier』では官能的な演技で観客を虜にした。そして今、（『Sangharsh』での）強烈な演技によって、皆に衝撃を与えんとしている」。

### ブレークスルーとキャリアアップ（2000–2002）
2000年にジンタが出演したドラマ映画『Kya Kehna』は、予想に反して興行的に大成功を収めた。一人親家庭や十代の妊娠をテーマにしたこの作品によって、ジンタは映画評論家だけでなく一般の人々にも広く知られるようになる。ジンタは社会の偏見と闘う十代のシングルマザー、プリヤー・バクシーの役を演じ、フィルムフェア賞の主演女優賞への初ノミネートをはじめ、数々の賞にノミネートされた。インディア・トゥデイ誌のアヌパマ・チョプラーは、ジンタが役の固定観念から脱却した新しいタイプのヒンディー語映画俳優であると評した。この年、ロマンティック・コメディ映画『Har Dil Jo Pyar Karega』で主演を務めたジンタは、さらに高い評価を受けた。続いてヴィドゥ・ヴィノード・チョプラー監督の『アルターフ 復讐の名のもとに Mission Kashmir』（2000年）に出演し、サンジャイ・ダット、リティク・ローシャンと共演した。インドとパキスタンの紛争が続くカシミール地方を舞台に、テロリズムと罪をテーマにしたこの作品は、インドでその年に公開された映画の中で3番目に高い興行収入を記録するなど商業的にも成功を収めた。ジンタが演じたのは、ローシャンの幼少期の恋人である、テレビレポーターのスフィヤ・パルヴェーズ役である。『ザ・ヒンドゥー』紙のレビューでは、「ともすればシリアスすぎる状況に彩りを与えている」と評され、ジンタ自身も、暗い映画の中でポジティブな性格を持つこの役柄に興味を持ったと、同様の感想を述べている。

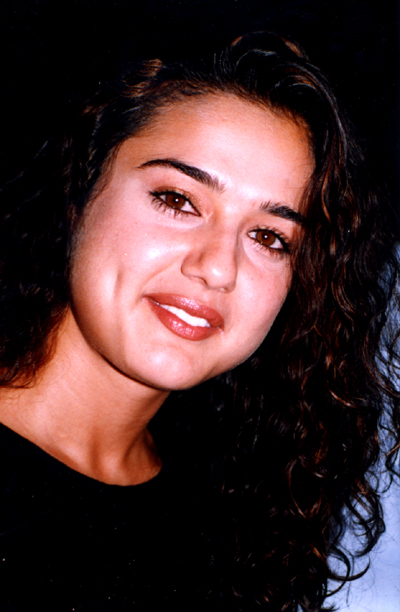
『Chori Chori Chupke Chupke』オーディオリリース時のジンタ（2001年）

2001年、ジンタはアクション映画『Farz』でサニー・ディオルとペアを組んだ。しかし彼女の役は批評家に否定され、この映画は商業的にも失敗した。 アッバス＝ムスタンの家族ドラマ『Chori Chori Chupke Chupke』（2001年）は、プロデューサーのバーラット・シャーの裁判のために1年遅れで同年末に公開され、幅広い層に公開された。代理出産というコントロバーシャルな問題を取り上げた最初のヒンディー語映画の1つであるこの作品では、ジンタが代理母として雇われた「高潔な心の娼婦」（"golden-hearted prostitute"、または "hooker with a heart of gold" など。直訳では「黄金の心を持った娼婦」。「隠れた誠実さや優しさを持つ娼婦・セックスワーカー」という典型的な役柄、ストックキャラクターの一類型）であるマドゥバラを演じている。当初ジンタはこの役に消極的だったが、監督の説得により引き受け、準備のためにムンバイの風俗街にあるバーやナイトクラブを訪れ、セックスワーカーの言葉遣いや癖を研究したという。映画自体の評価は様々だったが、批評家はジンタを名指しで賞賛した。この役によって、フィルムフェア賞で2度目の助演女優賞にノミネートされた。その際に選考委員のスカンヤ・ヴァーマは「プリ―ティ・ジンタは、全体の中で明らかに最も中身のある役柄を演じているが、それを最大限に生かしきっている。生意気で臆面もない娼婦から繊細で温かい人間へと変貌していく様は、驚くほど真実味を帯びている」と書いている。
2001年にはこのほかに『Dil Chahta Hai』と『Yeh Raaste Hain Pyaar Ke』の2本がジンタの出演作として公開された。インドの裕福な若者の現代的な日常生活を描いたファルハーン・アクタルの青春映画『Dil Chahta Hai』は、現代のムンバイという都会を舞台に、3人の若い友人どうし（アーミル・カーン、サイーフ・アリー・カーン、アクシャイ・カンナ）の、人生の転換期に焦点を当てている。ジンタは、アーミル・カーンの恋の相手役、愛していない男性との結婚を控えて葛藤を抱くシャリーニを演じた。『Dil Chahta Hai』は批評家の間でも人気が高く、インドの若者のリアルな描写を取り入れて新たな境地を開いたという評価もあった。本作は国家映画賞で最優秀長編映画賞、フィルムフェア賞では批評家賞の作品賞を受賞した。一方国内での興行成績は中程度で、大都市では好調だったが地方では伸び悩んだ。この原因については、この映画が都会志向のライフスタイルを描写しているためだという分析がある。ディネーシュ・ラヘージャはジンタの「カジュアルで魅力的な演技」に注目し、シタ・メノンは「美しく生き生きとしていて、愛らしい純真さと混乱の間を揺れ動く」と評した。Deepak Shivdasani監督の恋愛映画『Yeh Raaste Hain Pyaar Ke』ではアジャイ・デーヴガン、マドゥリ・ディークシットと共演したが、興行成績は伸びず、批評家からも不評に終わった。
2002年、ジンタはクンダン・シャー監督と再び組み、ファミリー・ドラマ映画『Dil Hai Tumhaara』の主人公を演じた。本作ではレカー、マヒマー・チョードリー、アルジュン・ラームパールと共演した。愛を求める養女Shaluを演じ、その反抗的な性格に自分を重ね合わせた。スター街道に乗るジンタのための映画と謳われた『Dil Hai Tumhaara』は興行収入的にはヒットしなかったが、ジンタの演技は批評家から一様に高く評価され、映画自体に対して批判的な批評家でさえ彼女の存在をこの映画最大のハイライトであるとしている。エンターテインメント・ポータルサイト「ボリウッド・ハンガマ」の タラン・アダルシュは次のように述べている。「……プリ―ティ・ジンタは、脚本の後押しを受けた役柄で……見事な演技で人気をさらっている……業界のお偉方や批評家たちに心の底から称賛されること間違いなしのパフォーマンスである」。

### 成功（2003–2007）
ジンタは、2003年にインド国内で最も高い興行収入を記録した3作品すべての主演を務めた。『The Hero: Love Story of a Spy』、『君を探してた Koi... Mil Gaya』、『たとえ明日が来なくても Kal Ho Naa Ho』である。サニー・ディオル、プリヤンカー・チョープラーと共演した『The Hero』は、インド調査分析局（RAW）の秘密諜報員が、国境を越えたカシミール地方からテロ活動に関する情報を収集する任務を負うというアクション・ドラマ作品である。ジンタは、秘密諜報員と恋に落ちてこの諜報ネットワークの一員となる、カシミールの村人レシュマ役を演じた。ボリウッド映画ではかつてないほどのスタントを駆使したこの映画は、当時におけるヒンディー語映画史上、最も製作費が高額な作品となり、その年の興行収入第3位を記録したにもかかわらず、興行収入で製作費を回収することができなかった。ジンタは次に、ハニー・イラニの監督デビュー作である『Armaan』に出演した。このドラマは、病院を舞台に、その職員と、病院を経済的に維持するために苦闘する院長のアカシュ医師（アニル・カプール）の苦悩を描いている。ジンタはアカシュ医師の統合失調症の妻ソニア・カプールを演じた。この役はジンタのために特別に書かれたもので、彼女自身「〔自分の〕フラストレーションをすべて吐き出すことができる」という理由で気に入ったという。映画は概ね好評を博し、ジンタは特に高く評価された。カリド・モハメッドは、彼女を「躁的な気分の変化を器用にこなす、元気いっぱいのシーン・スティーラー（主役を食う脇役）」と評し、ヴィナヤク・チャクラヴォルティは、「ソニア役のプリーティは、脚本を、いやそれどころか映画全体を引き受けて、一見快活だが腹黒い妻を見事に演じ切っている」と結論づけた。そうした演技が評価され、フィルムフェア賞をはじめとする様々な賞で、Best Performance in a Negative Roleにノミネートされた。

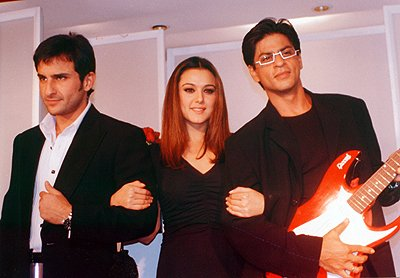
『たとえ明日が来なくても Kal Ho Naa Ho』のイベントでサイーフアリカーン（左）、シャールクカーン（右）と共に（2003年）

続いて、発達障害のある青年（リティク・ローシャン）が宇宙人と接触する話を描いたラケシュ・ローシャン監督のSF映画『君を探してた Koi... Mil Gaya』が公開された。ジンタは、ローシャンが親しくなり後に恋に落ちる若い女性、ニーシャ役を演じた。彼女はこの役でフィルムフェアの主演女優賞に再びノミネートされ、その役作りは『タイムズ・オブ・インディア』紙で「新鮮で刺激的」と評価された。この映画は経済的にも批評的にも成功を収め、その年の最も人気のある映画となり、ジンタの最高の興行収入を記録し、国内での累計興行収入は6億8000万ルピー（950万米ドル）に達した。エンパイア誌はこの作品を「今年最も斬新なボリウッド映画」と評した。この作品は、フィルムフェア賞の最優秀作品賞などを受賞し、続編として2本のスーパーヒーロー映画『Krish』と『Krrish 3』（この作品はジンタが出演しなかった『Krrish』シリーズの第1作目となる）が製作された。
2003年最後の出演作は、ニキル・アドヴァーニー監督の『たとえ明日が来なくても Kal Ho Naa Ho』、ニューヨークを舞台にした恋愛ドラマである。この作品は批評家から好意的に受け止められ、インド国内では『君を探してた』に次いで2番目にヒットした。また、国外でも高い評価を受けた同作は、全世界で7億5,000万ルピー（1,100万米ドル）以上の収益を上げ、その年のインド映画作品の中でトップの興行収入を記録した。ジンタが演じたナイナ・キャサリン・カプールは、自信がなく怒りっぽいインド系アメリカ人の若者で、シャー・ルク・カーン、サイーフ・アリー・カーン演じる2人の若者との関係を取り結びながら成長してゆく。彼女はその演技で、フィルムフェア賞主演女優賞、IIFA賞主演女優賞、スターダスト賞年間最優秀女性俳優賞など、数々の賞を受賞した。評論家のラーム・カマル・ムカルジーは『スターダスト』誌で、この映画はジンタの「驚くべき演技」「だけですべてが」成り立っていると主張し、「役のキャラクターの繊細な色合いを巧みにコントロールしている」と評価した。デレク・エリーは、「この3年ほどの間にファンを増やしてきたジンタは、かつてないほどの好演を見せている。ナイナを演じる中で、未成熟な少女からセクシーかつ安定感のある若い女性への移行がはっきりとあらわれている」と書いている。
2004年、ジンタはファルハーン・アクタルの戦争ドラマ『Lakshya』でテレビジャーナリストのロミーラ・ダッタを演じ、リティク・ローシャンと共演した。この映画は1999年に起きたカールギル紛争の史実を基にしており、ジンタ演じる役柄はこの紛争を取材した唯一の女性レポーターとされるバルカー・ダットがモデルである。ジンタは、この映画をこれまでで最も過酷だった作品として挙げ、この作品を通してジャーナリストを尊敬するようになったと語っている。正確に演じるために、ダットのテレビ番組を見、紛争に関する本を読んだ。映画は批評家から好評を博したが、ジンタの演技に対する評価は賛否両論だった。『アウトルック』誌のナムラタ・ジョーシーは、彼女を「学園祭のためにテレビのニュースを読む寸劇をしようとしているティーニーボッパー」に例えた。また、Rediff.comのRajeev Paiは、良い役柄を演じているが、「目を見張るような演技ではなく、まずまずの出来」と評している。『Lakshya』は観客を惹きつけることができず、2億3560万ルピー（330万ドル）の予算に対し、3億3000万ルピー（460万ドル）の興行収入となった。
ヤシュ・チョープラーは、国境を越えたロマンス映画『ヴィールとザーラ Veer-Zaara』（2004年）の主役として、「見た目も性格も変えられる」女優を探していた。ジンタに白羽の矢を立てた彼は、主人公ザーラ・ハーヤット・カーン役として彼女を起用した。それまで西洋風の役柄を演じることが多かったジンタにとって、インド人将校ヴィール・プラタープ・シン（シャー・ルク・カーン）との30年にわたるラヴ・ストーリーが描かれる気性の激しいパキスタン人女性という役は試練と苦難の連続だった。リリース前から大きな期待が寄せられていた本作は、ベルリン映画祭で上映されるなど海外でも大きく紹介されるとともに、インド国内の主要な賞では最優秀作品賞に選ばれた。興行収入も9億4,000万ルピー（1,300万ドル）を超え、この年のヒンディー語映画としてはインド国内、海外両方においてトップの興行収入を記録した。ジンタはこの役を演じるにあたり、ウルドゥー語の細かいニュアンスをマスターする必要があった。最初はワクワクしていたジンタも次第に自分の演技を心配して「胃が痛くなった」というが、チョプラーは彼女に自信を持っていたという。結果として、ジンタは4度目のフィルムフェア賞主演女優賞にノミネートされるなど成功を収めた。ジテーシュ・ピラーイは彼女の「驚異的な自制」について書き、『テレグラフ』誌のAvijit Ghoshも同様に、「これまでで最も繊細な演技」をしたと評価した。アメリカの『バラエティ』誌も彼女を「同世代の若手女優の中で最も興味深い」と称賛した。『ヴィールとザーラ』はジンタにとって2番目に高い収益を上げた作品となり、2年連続で3度目の大成功を収めた。
ジンタは、2002年から製作が延期されていたフォークコメディ『Khullam Khulla Pyaar Karen』（2005年）でゴーヴィンダーと共演した。この映画は否定的な評価を受け、興行成績も芳しくなかった。ジンタの役柄も評価が得られず、スバーシュ・K・ジャーは彼女の演技が自身の「イメージおよび演技スタイル」と「同調していない」と感じた。批評家や映画ファンは、同年の作品としてはシッダールト・アーナンドのコメディードラマ『Salaam Namaste』をより高く評価した。この作品では、ジンタとサイーフ・アリー・カーンが、オーストラリアで同棲中予期せぬ妊娠に直面するインド人カップルを演じている。ヤシュ・ラージ・フィルムが多額の予算をかけて製作したこの作品は、インドの長編映画としては初めて全編オーストラリアで撮影され、インド以外で製作されたボリウッド作品としてはその年トップの興行収入となる2億ルピー（約280万ドル）を記録した。ジンタは、インドを離れてメルボルンで自分の人生を切り開き、医学を学びながらラジオの司会者として働く現代的な独身の若い女性、主人公のアンバー・マルホトラを演じ、数々の主演女優賞にノミネートされた。『Mid-Day』紙のDevyani Srivastavaは、「意志が強く、自立したアンバー」を「ボリウッドでは珍しいヒロイン像」、タラン・アダルシュは、ジンタが「これまでで最も完成度の高い演技をした」と評している。『ニューヨーク・タイムズ』紙は、アンバーの宿す暗い影を指摘しつつも、ジンタについては、「彼女は、チアリーダーであり、ホームカミングクイーンであり、社交クラブのスイートハート・プリティーである。だから役柄が無愛想であっても、彼女を好きにならないわけにはいかない」と書いている。

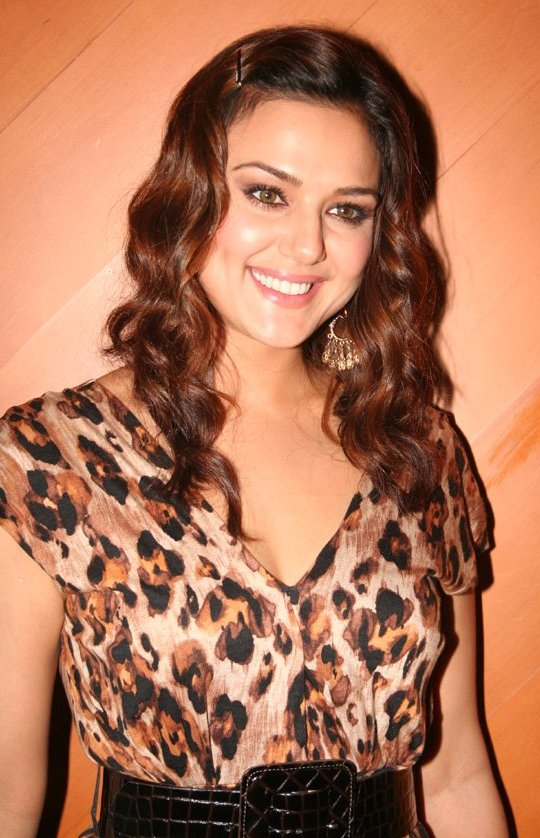
『Jaan-E-Mann』プロモーションイベントでのジンタ（2006年）

2006 年、ジンタはカラン・ジョーハル監督の『さよならは言わないで  Kabhi Alvida Naa Kehna』に シャー・ルク・カーン、ラーニー・ムカルジー、アビシェーク・バッチャン、アミターブ・バッチャンと共に出演し、さらなる成功を収めた。この映画はインドで最大級の興行収入6億3500万ルピー（890万ドル）、海外でも4億9600万ルピー（700万ドル）以上の興行収入を記録し、それまでのボリウッドの海外市場における最大の成功作となった。ジンタにとっては4年連続で4回目の海外興行収入トップ作品となる。この映画は、ニューヨークに住む不幸な2組の夫婦を描いたもので、ジンタが演じるレア・サランは、家族ぐるみで付き合いのある女性と不倫関係にある夫を持つ、野心的なファッション雑誌編集者である。ジンタはこの役を、これまでの快活なパブリックイメージから脱却するための試みだと語っている。作品への評価は賛否両論だったが、『インディアン・エクスプレス』紙はジンタの努力を認め、「落ち着いて歩き、優雅に座り、平然と微笑み、冷静に話している」と評した。他のレビューでは、彼女の役柄の長さが疑問視されていた。後年、『Filmfare』や『Verve』は、ヒンディー語映画の中で既婚女性がどのように見られているかという「固定観念を打ち破った」と称賛した。
ジンタが次に出演したのは、シリシュ・カンダールのロマンティック・ミュージカル『Jaan-E-Mann』（2006年）である。彼女は、アメリカに住む2人の男性（サルマーン・カーンとアクシャイ・クマール）が心を奪われる女性ピヤを演じた。この映画は批評家からの評価がまちまちで、最終的な興行収入も芳しくなかった。ジンタはあまり重要ではない役を引き受けたという見方が大勢を占めたが、演技自体はおおむね好評だった。ラジャ・センはジンタについて「初めから終わりまでお飾り」という評価を下しつつ、続けて「Jaan-E-Mannで彼女が果たした役割は大きくはないが、適度に魅力的に見える」と述べている。ジンタは、「安らかで、幸せで、はるかにシンプル」なこの映画が、より激しく感情的であった『Kabhi Alvida Naa Kehna』の後の彼女にとって大きな救いになったと述べている。ヤシュ・ラージ・フィルムとの3度目の仕事になったコメディ映画『Jhoom Barabar Jhoom』（2007年）では、パキスタン系イギリス人の女性アルヴィラ・カーンを演じ、アビシェーク・バッチャン、ボビー・ディオル、ララ・ダッタと共演したが、成功とは言えなかった。この映画はインドでは商業的に失敗し、批評家は彼女の演技を酷評した。『タイムズ・オブ・インディア』紙は彼女を「作り物のよう」と評し、Rediff.comは「アクセントから感情表現まで、この映画のプリーティはただ単純に、耐えがたい」と結論づけた。

### 専門性の拡大と飛躍（2007–2008）
出演した2本の商業映画が失敗に終わったため、ジンタはアート映画への進出を決意する。インドではパラレル映画として知られるネオリアリズム映画のムーブメントである。ジンタとしては初の英語作品であるリトゥポルノ・ゴーシュ監督の劇中劇ドラマ映画『The Last Lear』（2007年）では、アミターブ・バッチャンと共演した。ジンタは、独占欲の強い夫との波乱に満ちた関係に揺れる中、シェイクスピア俳優のハリシュ・ミシュラ（バッチャン）の相手役として新しいプロジェクトに取り組み奮闘する映画女優、シャブナムを演じた。この映画は、2007年のトロント国際映画祭でプレミア上映され、好評を博した。その後のインド国内での評価も高く、ラジーヴ・マサンドは「彼女自身の可愛らしいイメージが、今作で葛藤する成熟した女性として与えるインパクトによって損われることなく、見事に各シーンをこなしている」と書いている。 スカンヤ・ヴァーマはジンタを「非常に繊細」と評したが、英語による会話が状況の深刻さから」気をそらしてしまう、と嘆いている。『The Last Lear』は第55回国家映画賞で最優秀英語作品に選ばれた。当初アート映画に否定的であったジンタは、「アート映画ではお金にならない、食べていけないと思っていましたが、間違っていました。ここにいられてとても幸せです」と、最終的にはこのジャンルへの挑戦を肯定的に語っている。
ジンタは次にサミール・カルニックの『Heroes』（2008年）で主演した。この作品は、1999年のカールギル紛争で命を落とした軍人が書いた3通の未投函の手紙をその家族に届けるために、2人の映画学生が課題の一環として北インドを横断するという3章構成のロードムービーである。ジンタは第1章で、サルマン・カーンの戦争未亡人クルジート・カウル役で登場する。この女性は一家の大黒柱として、女手一つで息子を育てている。この役を演じるために、ジンタはアヌパム・カーの演劇学校「Actor Prepares」に通い、パンジャブ地方の女性の方言や独特の癖を学んだ。公開された映画への評価には賛否両論あったが、ジンタの演技は絶賛された。『ヒンドゥスタン・タイムズ』紙でアナンド・シンは、「カルニックは昔ながらの方法で涙を誘うことにしか興味がなく、議論を始めるつもりがない。今作の彼の成功は、主にプリーティ・ジンタが普通の女性の顔に見られる重厚さと尊厳を役にもたらしたことによるものであり、これは彼女が女優として一人前になったということかもしれない」と書いた。
同年、ジンタはディーパ・メータ監督のカナダ映画『Heaven on Earth』で主役のChandを演じた。この作品は、若いインド人女性がカナダの非居住インド人男性との見合い結婚の後トロントに移住し、苛烈な家庭内暴力の被害者となるという、実話に基づいたパンジャブ語ドラマ映画である。ジンタはメータ監督について、「新しい演技への挑戦」という願いを叶えるために、一緒に仕事をすることを切望していた監督の一人であると語っている。この役を演じるにあたり、ジンタはドメスティックバイオレンスについて徹底的に勉強し、全く未知の言語であるパンジャブ語の猛特訓を受けた。彼女は、映画の製作中、役柄から感情を切り離すことができなかったと告白した。「あるキャラクターがこんなにも私に影響を与えるとは思いませんでした。私は完全に引きこもり、内向的になってしまいました……。役柄から抜け出すことができないのです」。彼女は最終的に、「プリーティ・ジンタにまつわるすべてを脱ぎ捨てることができた」この作品を、最もチャレンジングなプロジェクトだったとしている。『Heaven on Earth』はいくつかの映画祭で上映され、ジンタにとってキャリア最高の評価を得た。『バラエティ』誌のPeter Debrugeがこの役における彼女の「圧倒的な心理的変化」について書けば、Will Sloanは彼女を「天啓（a revelation）」と呼んだ。ジンタの演技は、2008年のシカゴ国際映画祭で「残酷な現実にもかかわらず夢を持ち続けようともがく女性を、力強くも繊細に演じた」と評価され、シルバー・ヒューゴ賞の主演女優賞を受賞した。また、ジニー賞の主演女優賞にもノミネートされた。

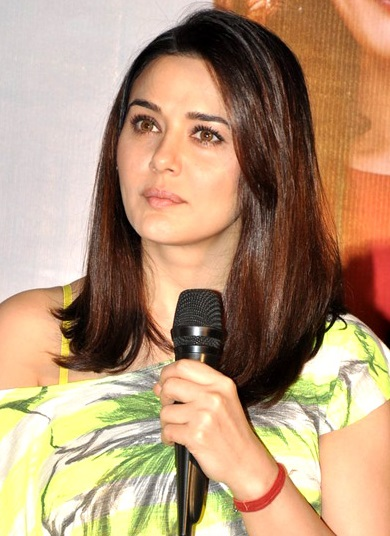
2013年にパリで開催された『Ishkq in Paris』のプロモーションイベントでのジンタ

### 女優業休止と断続的な復帰（2009年から現在）
『Heaven on Earth』の後ジンタは2年間映画から遠ざかっていたが、所有するクリケットチームに関する仕事に集中するための選択だったと後に説明している。2011年に彼女は自身の制作会社「PZNZ Media」を立ち上げた。その2年後には、何度も延期されたものの、Prem Raj監督のロマンティック・コメディ『Ishkq in Paris』に出演し、共同脚本も担当した。インドとフランスの合作であるこの映画で、ジンタはインドとフランスのハーフであるパリジェンヌを演じ、Rhehan Malliek、イザベル・アジャーニと共演した。この役を演じるにあたり、ジンタはフランス語を学び、厳しいダイエットと運動管理を実践する必要があり、そのために有名人向けトレーナーのトレイシー・アンダーソンを雇った。この映画は興行的には大失敗し、評価もほとんどが否定的だったが、ジンタの演技は様々に受け入れられた。『Sify』誌のソニア・チョープラーは、ジンタを「非常に好感が持てる」と評し、「良い女優であり、鋭敏なプロデューサーであり、……作家でもある」と付け加えている。『Deccan Herald』誌のShilpa Jamkhandikarは、この映画とジンタの働きの両方に批判的で、「凡庸な作品。我々のお気に入りの主演女優の一人を紹介するはずだったが、代わりに彼女が過去の影のようになってしまったことを示しているだけだ」と酷評している。
5年間のサバティカルを経て、ジンタはニーラジ・パタク監督のアクション・コメディ『Bhaiaji Superhit』（2018年）に出演、ヴァーラーナシーに住む押しの強い妻役でサニー・ディオルと共演した。『オープン』誌のアジート・ドゥアラはこの映画を「粗野で、性差別的で、完全にごちゃまぜの茶番劇」と呼び、「かつては快活だった〔ジンタ〕が、周囲の環境や共演者に全く興味がないように見える」と嘆いた。2020年、ジンタはアメリカのシチュエーション・コメディ『フアン家のアメリカ開拓記 Fresh Off the Boat』のエピソード「The Magic Motor Inn」にヴィール・ダースと共に出演した。彼女は、登場人物の家族を中心としたスピンオフ・シリーズで再演することになっていたが、2020年6月、ABCはスピンオフの企画を進めないことを発表した。

## その他の仕事

### 執筆
2004年、ジンタはBBCニュース・オンラインの南アジア系コメンテーターのグループに参加した。「私はかなり率直で、あらゆるテーマについて自分の意見を持っています。ですから、自分の意見を発信するための良いプラットフォームになると思います」と、プロジェクトへの参加に喜びを表明した。2004年1月に掲載された最初のコラム「変貌するボリウッドの横顔 The changing face of Bollywood」は、過去10年間のボリウッドの発展について論じたものである。このコラムは、その日サイトで最も読まれた記事10本のうちの1本になった。2回目のコラム「インド人女性に課され続ける不当なハンデ Odds stacked against Indian women」では、ジンタがインドにおけるイヴ・ティーズィング（セクシャルハラスメントの婉曲表現）を分析し、加害者を批判した。「このような事件は、女性の尊厳、居場所、自由を奪います。なぜ国家は女性保護に対してこれほど無力なのでしょうか。国際的に尊敬されている女性の首相がいた国で、なぜ女性が安全でないと感じなければならないのでしょうか？」と書いている。このコラムは世界中の読者の注目を集め、彼女のもとには何千通ものメールが寄せられた。特に女性から、インド人女性に対する暴力に反対する姿勢が称賛された。第3回目のコラム「俳優を脅かす暗闇 The darkness that all actors fear」はより個人的な内容で、スターダム、ファン、不安、俳優としての恐怖などについて書いた。4つ目にして最後のコラムは「スリランカとタイでの臨死体験 Facing death in Sri Lanka and Thailand」と題され、2004年末に経験した2度の臨死体験について書いたものである。

### 舞台公演とテレビ出演

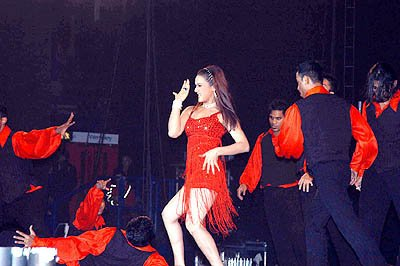
「テンプテーション2004」に出演するジンタ

ジンタは2001年以来、いくつかのステージショーやワールドツアーに参加している。最初のワールドツアー、「Craze 2001」と呼ばれる一連のコンサートは、アニル・カプール、アーミル・カーン、アイシュワリヤー・ラーイ、グレイシー・シンと共に、全米を回った。 2001年9月11日の同時多発テロ事件により、ショーは早々に中止の憂き目に遭い、チームは一刻も早くインドに戻る準備をすることとなった。一方で、カナダでは順調にショーが続けられた。2002年にはイギリスで、アミターブ・バッチャン、アーミル・カーン、シャー・ルク・カーン、アイシュワリヤー・ラーイとともに「From India With Love」というショーに参加した。会場となったマンチェスターのオールド・トラフォードとロンドンのハイド・パークという2つの野外会場には、10万人以上の観客が詰めかけた。
ジンタにとっての最大のワールドツアーは2004年のもので、スターたち（シャー・ルク・カーン、ラーニー・ムカルジー、サイーフ・アリー・カーン、アルジュン・ラームパール、プリヤンカー・チョープラー）と共に行ったツアー「Temptation 2004」である。このツアーは世界22カ国以上で開催され、ボリウッドの最も著名な国際コンサートとなった。2006年には、アクシャイ・クマール、サイーフ・アリー・カーン、サスミタ・セン、セリーナ・ジャイトリーと共に「Heat 2006」ワールドツアーに参加した。2008年の「The Unforgettable Tour」では、ジンタはバッチャン・ファミリーやリテーシュ・デーシュムクと共演し、北米、ヨーロッパ、カリブ海の11都市で40日間のショーを上演した。2012年12月、ジンタはジャカルタで開催された「Temptation Reloaded」コンサートで再び舞台に立った（このコンサートにはシャー・ルク・カーン、ラーニー・ムカルジー、ビパシャ・バスーが参加した）。
2011年、ジンタはColors Channelの番組「Guinness World Records - Ab India Todega」の司会者としてテレビデビューを果たした。ギネスブックのインド版であるこの番組は3月18日に初放送され、視聴率は3.3ポイントだった。これはヒンディー語の娯楽番組で放送されている、有名人が主役のリアリティ番組のチャートで7位という数字だった。評論家のRachana Dubeyは『ヒンドゥスタン・タイムズ』紙に掲載された4つ星レビューの中で、「プリーティは大当たりだ。快活で、シリアスになるべき時とジョークを言っていい時を正確に把握している」と書いている。同年末、ジンタはムンバイにある自身のペントハウスで撮影されたセレブたちによるトーク番組「Up Close & Personal with PZ」の司会を務め、新たに開局したチャンネルUTV Starsで放送された。最初のエピソードは9月3日に放送された。2015年、ジンタはダンス・リアリティ番組「Nach Baliye」の第7シーズンにタレント審査員として出演した。

### 人道的活動
映画業界に身を置いている間、ジンタはさまざまな慈善団体に参加し、女性の不妊手術に対する抗議活動など特にインドの女性のための活動を支援してきた。また、エイズ啓発活動やムンバイのクリーンアップキャンペーンにも参加している。

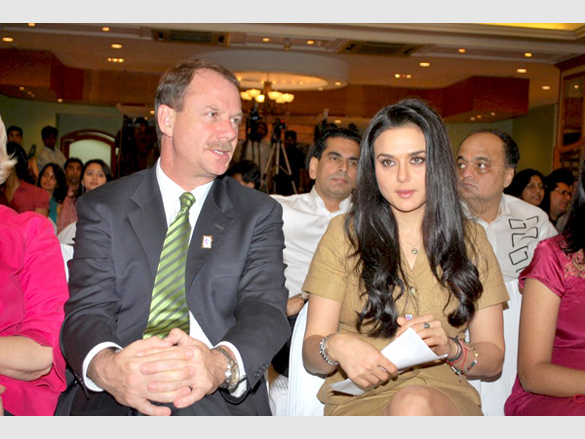
子どもの人身売買に反対するイベントでのジンタ（2012年）

2005年、ジンタは2004年インド洋地震の被災者のための募金活動「HELP! Telethon Concert」に他のボリウッドスターと共に出演し、支援を行った。翌年、ジンタはGodfrey Phillips National Bravery Movementのアンバサダーとして、デリーのロータリークラブとGodfrey Phillips Awardsが主催する献血キャンプに参加した。ジンタは、女性のエンパワーメントのために尽力し、献血を推進した。「献血は人を殺すことはなく、誰かの命を救うことにつながります……ひとたび血液が提供されれば、それは世界共通のものとなり、コミュニティやカースト、地域に関係なく、必要としている人に提供されることになります。それが人々を結びつけるのです」と語っている。
2007年、ジンタはハリヤーナー州のヒサールを訪れ、インド軍の訓練基地で1日を過ごし、二等兵部隊の士気を高めた。この訪問は、芸能人や俳優がインド軍を訪問するNDTVの番組「Jai Jawan」のために行われた。その際には陸軍が運営する特別支援学校で、障害を持つ子供たちとの交流も行った。8月、ジンタはムンバイを拠点に活動するアーティスト、グルチャラン・シンと共に、NGO団体「Khushi」のために、ストリートチルドレンのための絵を描いた。12月には、国連薬物犯罪事務所（UNODC）がインドにおける人身売買を防止するために行っている活動に参加し、人身売買に対する認識、救出された人々の保護とリハビリテーションの必要性、加害者の処罰について訴えた。2009年、ジンタは34歳の誕生日に、リシケーシュにある孤児院「マザー・ミラクル」の34人の少女を養子に迎え、彼女たちの教育、食事、衣類を経済的に支援する責任を負った。ジンタはその時の感動と、彼女たちの育成に全力を尽くしたことを語っている。
2010年1月、ジンタは未亡人とその子供たちの福祉を目的とした団体「The Loomba Trust」のブランド・アンバサダーに就任した。自身が13歳で父親を亡くしているジンタは、未亡人の女性が直面する問題に共感したという。同年、ジンタは国連エイズ合同計画（UNAIDS）のインドにおける親善大使に就任し、特に女性や子どもについて、HIVの予防、治療、支援に関する一般の認識を高め、HIVに対する差別をなくすための活動を行っている。就任にあたり、ジンタは「声なき者の代弁者」となり、共同作業を通じて「人々の心に変革」をもたらすことへの期待を述べた。同年10月、ジンタはイースト・ロンドン大学から名誉芸術博士号を授与された。文化的な貢献と人道的な活動の両方を称えて授与されたもので、引用文には「国際的な女優であり、ヒンディー映画の先駆的なスターであり、献身的な人道主義者である。プリーティは、女性が従うべき道を切り開いてきた」と記されている。

### クリケットチームの所有
ネス・ワディア、モーヒト・バーマンらともに、ジンタは2008年にインディアン・プレミアリーグ（IPL）のモーハーリーを拠点とするトゥエンティ20のクリケットチームの所有権を獲得した。グループは7,600万ドルを支払ってフランチャイズを取得し、チーム名をキングス・イレブン・パンジャーブとした。2009年まで、ジンタはIPLのチームを所有する唯一の女性であり、リーグ最年少のオーナーでもあった。チケットの販売開始やチームのプロモーションに関わってきた彼女は、「私はトータルでチームに関わっています。チームに対して大きな情熱を持っていますし、自分の存在がチームに幸運をもたらすと信じていますので、すべてに関わりたいと思っています」と語っている。2017年9月、ジンタは南アフリカの「Mzansi Super League」のフランチャイズ「Stellenbosch Kings」のオーナーにもなった。

## 私生活
ジンタは、撮影で忙しくないときには生まれ故郷のシムラーを訪れていた。2006年には、ムンバイの自宅に引っ越した。彼女は特定の宗教を信仰しておらず、『タイムズ・オブ・インディア』誌のインタビューでは、「私は善行やカルマを信じていますが、寺院に行くことは信じません。私にとって、宗教はとても個人的なものです。信仰を持つことがすべてです……私たちは、すべての宗教は平等であると聞いたり読んだりしてきました。私はこのことをますます信じるようになっています」と語っている。2004年末には二度、危ういところで死を免れた。一度目はスリランカのコロンボで行われたテンプテーション・コンサートでの爆発事故、二度目はインド洋地震の際である。

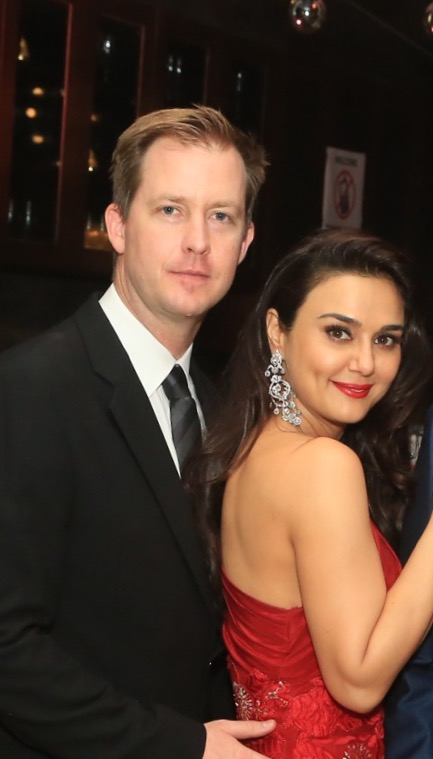
夫のジーン・グッドイナフとジンタ（2016年）

ジンタは、何度か論争の対象となってきた。2003年、バーラット・シャー事件の証人として、インドのマフィアに不利な証言をした。ジンタの出演映画『Chori Chori Chupke Chupke』の出資者だったバーラット・シャーは、2000年にムンバイの暗黒街のボスであるChhota Shakeelとつながりがあるとして逮捕された。ジンタは、他の共演者とは異なり、法廷で「映画の撮影中にマフィアから恐喝の脅しを受けた」という従前の証言を繰り返した。証言後、彼女は証人保護の対象となり、2ヵ月間人前に出ないことを余儀なくされた。彼女の前には、サルマン・カーンやシャー・ルク・カーンを含む13名がこの事件の証人となったが、後にそれまでの証言を撤回している。ジンタは、検察側の敵対的証人とならなかった唯一の証人となり、国民は彼女の行動に肯定的な反応を示した。その結果、彼女は毎年開催されるRed and White Bravery Awards（後のGodfrey Phillips National Bravery Awards）において、ムンバイの暗黒街に立ち向かった「勇気ある行動」を称えられ、「Mind of steel Award」の初受賞者となった。受賞に際してジンタは、「勇敢であることは、恐れを知らないことではありません。恐れを抱き、それを乗り越えたときに、勇敢であるとされるのです。私は人間です。何も恐れていないわけではありません。しかし、恐怖心を克服することは継続的なプロセスであり、私はこれまでそれに成功してきました」と述べた。ジンタは2006年より、Godfrey Phillips Bravery Awardsのブランド・アンバサダーを務めている。
タブロイド紙は、ジンタを他のボリウッドスターと恋愛関係に置くことが多いが、彼女自身はそのような流言を強く否定している。2000年、ジンタはモデルのマーク・ロビンソンと交際を始めた。二人は翌年に別れたが、ジンタによればその後も良好な関係を保っていたという。2005年2月から2009年5月まで、Bombay Dyeingの跡継ぎである実業家のネス・ワディアと交際していた。二人の関係はメディアでもたびたび報道され、婚約や破局の憶測が飛び交った。2014年6月13日、ジンタは、5月30日にムンバイのワンケデ・スタジアムで行われたIPLの試合で、ネス・ワディアから性的暴行、脅迫、虐待を受けたとして、ムンバイ警察に告発した。ワディアは疑惑を否定した。
2016年2月29日、ジンタは長年のパートナーであるアメリカ人のジーン・グッドイナフとロサンゼルスでプライベートな式を挙げた。グッドイナフは、米国の水力発電会社NLine Energy社の財務担当上級副社長である。結婚後、ジンタはロサンゼルスに移住し、頻繁にインドを訪れている。

## パブリックイメージと評価
インド国内のメディアでは、ジンタはその率直な性格と、スクリーン内外での生活や社会的不公正に対する問題提起など、公の場で自分の意見を正直に述べることで知られている。彼女は、自分が「世間で言われているほどタフではない」と思っているが、「正しい側」に立ち続ける限り、たとえ反対意見に直面しても自分の意見を表明することに不安は抱かないと断言している。こうした特徴は先述のバーラット・シャー事件の際に特に注目され、この事件の後、彼女はしばしばジャーナリストから「ボリウッドで唯一の男」と呼ばれた。しかしこのレッテルの根底にあるミソジニー的な含みに対し、ジンタは不快感を抱いていた。映画俳優のアミターブ・バッチャンは、彼女のことを「率直で痛々しいほど正直」と表現し、「独身女性にとって最も過酷なこの世界におけるその意欲と根性」を称賛した。作家でコラムニストのショバー・デは、2014年にネス・ワディアに対して痴漢行為の告訴を行ったことを評価しつつ、ジンタが正義を求めて繰り返し行動することは、最終的に彼女にとって不利になりうるという懸念を示した。「インドという国は、意志が強く率直な女性に対してひどく辛辣だ。特に男性に対して、敢えて声を上げようとすれば『トラブルメーカー』と呼ばれる。ジンタはそのような女性だ」。

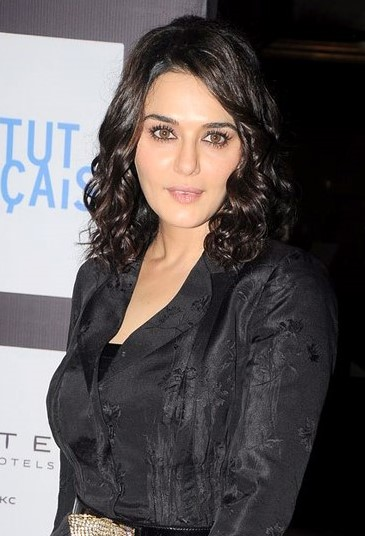
ジンタ（2012年）

特徴的なえくぼを、メディアはジンタのトレードマークとして挙げる。キャリアの序盤、彼女はマスコミから、快活な性格で、気まぐれで外向的な人物であると評されることが多かった。しかし彼女自身はこのイメージが嫌いだったと告白している。映画評論家のスカンヤ・ヴァーマによると、ジンタのエネルギッシュな性格は実生活からスクリーン中にまで及んでおり、演技技術における不可欠な要素となっているという。ヒンディー語映画女優たちとそのコメディの才能に関する議論の中で、ヴァーマはジンタについて次のように書いている。「上品ぶらず堅苦しくもないトーンでくすくす笑い続ける女優について、何を語ることができるだろうか？のんきで、生き生きとしている。喋りっぱなし。いつも笑っている。彼女には地に足のついたユーモアのセンスがある。そして、おてんばなところもある。プリーティ・ジンタはこれらすべてを兼ね備えている。これらすべてが、彼女の演技スタイルに大きく貢献しているのである」。
監督のタヌジャ・チャンドラは、スクリーン上でのジンタの魅力は、演技に計算がない点にあるとし、「彼女は演技をしない。とてもリアルで、だからこそ目をそらすことができない」とコメントしている。Vinayak Chakravortyは『ヒンドゥスタン・タイムズ』紙での『Chori Chori Chupke Chupke』（2001年）のレビューにおいて「プリーティが演じるすべての役には、賞賛すべき熱意が注ぎ込まれている」と述べている。2本の映画で監督を務めたファルハーン・アクタルは「話し方、動き方、ボディーランゲージなど、役に合わせて自分自身を作り上げることができる」女優だと考えているといい、ヴィドゥ・ヴィノード・チョープラー（2000年の映画『Mission Kashmir』の監督）は、「最も複雑な状況でも、観る者に信じさせることができる」能力を持っていると評価している。オーストラリアの映画評論家ジェイク・ウィルソンは、『Salaam Namaste』のレビューの中で「プリーティ・ジンタは繊細な女優ではないが、かなりのコメディエンヌである。ハリウッドで彼女の美しさ、激しい感情、表情の動きの組み合わせに相当するものを求めるならば、ナタリー・ウッドまで遡る必要があるかもしれない」と述べている。アメリカの評論家デレク・エリーは、彼女を「ボリウッドで最も純粋な女優の一人」と評価している。
『Sangharsh』（1999 年）、『Kya Kehna』（2000 年）、『Chori Chori Chupke Chupke』、『Salaam Namaste』（2005 年）、『Kabhi Alvida Naa Kehna』（2006 年）などでの演技によって、ジンタはその多才さを認められ、とりわけインドの伝統的な道徳規範に反する役柄を演じることで定評を得るようになった。批評家たちは、これらの役柄がボリウッドにおける主演女優の新しいイメージの確立に貢献したと評価している。カラン・ジョーハルは、「映画が自分の内心を知っている女性を描く」時代に活動しているというアドバンテージを持つ「新世代の女優」としてジンタに言及している。作家のMonika Mehtaは、独立し自らの意見を曲げない女性としてのジンタのパブリックイメージと、『Salaam Namaste』での文化的に反抗的なキャラクターとの類似性を指摘した。書籍『Once Upon a Time in Bollywood』（2007年）のうちの一章でジンタの役柄を分析したJennifer Thomasは、ジンタが「現代的なライフスタイル、彼女自身が選んだ論争の的になる役柄を通じて、家父長制の抑圧に抵抗している」と述べている。
ジンタは、インドで最も有名なセレブリティの一人となっている。キャリアのピーク時にはヒンディー映画界で最も有名なスターの一人であり、インドの映画業界における伝統的な援助や親族関係なしでキャリアを築き上げたことが認められた。興行収入を発表しているウェブサイト「Box Office India」のトップ女優ランキングに7年連続でランクインし、2003年と2004年には2年連続で1位を獲得した。「Rediff.com」の「トップ・ボリウッド女性スター」では、2003年に1位で登場し、その後3年間は2位にランクインしていた。同じく「Rediff.com」の「Bollywood's Most Beautiful Actresses（ボリウッドで最も美しい女優）」、「Bollywood's Best Dressed Women（ボリウッドで最も美しく着飾った女性）」、「Women of Many Faces（多くの顔を持つ女性）」などのランキングにも頻繁に登場している。2006年から2008年にかけて、ジンタは3年連続でカンヌ国際映画祭に参加した。最初は、ヒンディー語映画業界を代表して映画監督のカラン・ジョーハルと共に『Kabhi Alvida Naa Kehna』のプロモーションのために第59回カンヌ国際映画祭（2006年）に参加。よく年以降は、高級時計やジュエリーのメーカーであるショパールのブランドアンバサダーとして参加した。
2006年9月、ジンタは英国の雑誌『イースタン・アイ』の「アジアで最もセクシーな女性」に選ばれた。2010年、米『タイム』誌は彼女を「世界で最も影響力のある100人」の候補者の一人に選んだ。インド人女優としては唯一の候補者であったが、最終的には144位となり、ファイナル・リストには残らなかった。しかしその後、彼女が映画の仕事を制限したことで人気が著しく低下し、自主制作した復帰作の失敗でさらに低下した。ハリド・モハメドやスバーシュ・K・ジャーなどの映画ジャーナリストは、彼女が映画から遠ざかっていることを嘆き、女優への復帰を勧めるコラムを書いている。